# Eugenia Vodă
Eugenia Vodă (n. 4 martie 1959, Sighișoara, Mureș, România) este un critic de film și realizator TV. 

## Biografie
Eugenia Vodă s-a născut în Sighișoara. A absolvit Institutul de Artă teatrală și cinematografică „I.L. Caragiale”, secția teatrologie-filmologie din București. Începând din anul 2000 realizează emisiunea „Profesioniștii” difuzată de TVR 1, emisiune care a făcut-o cunoscută marelui public. Emisiunea a fost caracterizată ca având „nerv”, Eugenia Vodă mizând pe „senzaționalul normalității”.
Eugenia Vodă a fost căsătorită cu scenaristul Adrian Lustig, împreună cu care are un fiu, Alexandru, de profesie regizor.

## Cărți publicate
A mai realizat seria de emisiuni „Planeta Cinema” la TVR și rubrica „Cronica filmului” la revista România literară. A publicat cărțile Cinema și nimic altceva, Planeta cinema și Scurte întâlniri.
În calitate de critic de film a făcut parte din juriile FIPRESCI la festivaluri internaționale de film.
A fost distinsă cu numeroase premii, printre care Premiul Clubului Român de Presă pentru cel mai bun talk show, Premiul criticii pentru cea mai bună emisiune de televiziune, Premiul pentru critică cinematografică al Uniunii Cineaștilor din România (UCIN) pe anii 1994–1995 (pentru volumele Cinema și nimic altceva, Planeta cinema și Scurte întâlniri). Premiul „Ion Cantacuzino” al Asociației Criticilor de Film pentru publicistică de cinema.
În 2014, Eugenia Vodă a fost declarată „Cetățean de onoare al orașului Sighișoara”.

## Filmografie
- Bună seara, Irina! (1980) - asistentă regie